# Ofu-Olosega
Ofu và Olosega là một phần của nhóm đảo núi lửa Manu‘a, thuộc quần đảo Samoa, Lãnh thổ Samoa thuộc Mỹ. Hai hòn đảo sinh đôi này được tạo thành từ núi lửa có hình khiên, có tổng chiều dài 6 km. Trước năm 1970, người ta có thể đi qua từ đảo này sang đảo kia khi thủy triều xuống, ngày nay đã có một cây cầu nối giữa hai đảo.

## Liên kết
- Office of the Governor. 2004. Manu‘a ma Amerika. A brief historical documentary. Manu‘a Centennial. ngày 16 tháng 7 năm 1904. ngày 16 tháng 7 năm 2004. Office of the Governor, American Samoa Government. 20 p.
- "Ofu-Olosega". Global Volcanism Program. Viện Smithsonian.
- Ofu County and Olosega County, Manu'a District, United States Census Bureau[liên kết hỏng]
- National Park Service map of the Manu‘a Islands
- Persistence of Coral Reefs Under Extreme Environmental Stress in American Samoa Lưu trữ ngày 12 tháng 2 năm 2005 tại Wayback Machine G. Piniak, C. Birkeland, and G. Garrison (2004). University of Hawaii.